# Chililillo
Chililillo är en ort i Mexiko.   Den ligger i kommunen Tampacán och delstaten San Luis Potosí, i den sydöstra delen av landet, 220 km norr om huvudstaden Mexico City. Chililillo ligger 180 meter över havet och antalet invånare är 589.
Terrängen runt Chililillo är kuperad söderut, men norrut är den platt. Runt Chililillo är det ganska tätbefolkat, med 179 invånare per kvadratkilometer. Närmaste större samhälle är Tampacan, 2,6 km öster om Chililillo. Omgivningarna runt Chililillo är en mosaik av jordbruksmark och naturlig växtlighet.